# Mofjorden
60°47′17.074″N 5°45′32.026″Ø / 60.78807611°N 5.75889611°Ø
Mofjorden er en fjord i Modalen kommune i Vestland fylke i Norge. Den er omkring syv kilometer lang, og går i nordøstlig retning fra Mostraumen til kommunecenteret Mo i fjordbunden. Mofjorden er en fortsættelse af Romarheimsfjorden, som slutter ved Mostraumen, som er 600 meter lang og kun 50 meter bred.
Riksvei 569 går langs vestsiden af fjorden, som med undtagelse af fjordbunden stort set er ubeboet. Moelven munder ud inderst i fjorden.